# Maciej Mulak
Maciej Mulak (ur.1974) – polski naukowiec, fizyk, wykładowca akademicki, popularyzator nauki.
Studia wyższe z tytułem zawodowym magister inżynier ukończył w 1993 roku. Stopień naukowy doktora otrzymał w roku 1997 na Politechnice Wrocławskiej, obroniwszy pracę zatytułowaną „Uogólnione równanie na szczelinę dla układu Fermiego ze sparowaniem typu S i jego konsekwencje termodynamiczne”. Jest adiunktem na Wydziale Podstawowych Problemów Techniki Politechniki Wrocławskiej.
W październiku 2023 roku założył kanał w serwisie YouTube pod tytułem Fizyka bez zamulania. Do maja 2025 roku filmy z tego źródła zostały odtworzone około trzy miliony razy, a oglądalność poszczególnych odcinków zawiera się w przedziale od około 20 tysięcy do około 400 tysięcy razy. Nagrania programów odbywają się m.in. w Studio 504 Politechniki, we współpracy z Sekcją e-Learningu Działu Informatyzacji PWr.
Do wystąpienia w filmach zaprasza innych naukowców. Udział wziął m.in. profesor Politechniki Wrocławskiej Teodor Gotszalk z Wydziału Elektroniki, Fotoniki i Mikrosystemów PWr.
W czerwcu 2024 w Katowicach liderzy przedsięwzięcia: Maciej Mulak i Lucyna Róg-Wolska uzyskali wyróżnienie Stowarzyszenia PR i Promocji Uczelni Polskich „PRom” w kategorii „Popularyzacja nauki”.
Popularyzując naukę, udziela wywiadów. Wystąpił w ramach kanału YT Radio Naukowe Karoliny Głowackiej. Od jesieni 2022 roku pojawiał się w filmach na kanale YT Politechniki Wrocławskiej nazwanym „Polilab”.
W dwudziestej edycji Konkursu Popularyzator Nauki, organizowanego przez serwis internetowy Nauka w Polsce, a wydawanego przez Fundację Polskiej Agencji Prasowej Maciej Mulak był finalistą.